# Mélange réfrigérant
Un mélange réfrigérant est utilisé pour refroidir d'autres mélanges ou substances. Les mélanges réfrigérants sont composés d'un agent de refroidissement auquel il est possible d'ajouter un sel inorganique pour avoir une température bien connue. Les mélanges réfrigérants sont utilisés, entre autres, dans les laboratoires de chimie habituellement dans un bain de refroidissement.

## Principe
Les mélanges réfrigérants se basent sur les propriétés colligatives des solvants.
Lorsque l'on ajoute du sel dans de la glace, celle-ci devient instable et fond. Pour fondre, la glace à besoin d'énergie qu'elle puise dans la solution qui se refroidit. La dissolution du sel peut être endo- ou exothermique, dans tous les cas les températures négatives obtenues proviennent des propriétés colligatives du solvant avec l'abaissement de son point de congélation et non du signe de l'enthalpie de dissolution du sel.
On peut citer quelques mélanges réfrigérants classiques : 23 % en masse de NaCl (sel) dans de la glace pilée permet d'obtenir un mélange jusqu'à −21 °C ; 30 % de CaCl2,6H2O permet de descendre à −55 °C.